# Vimercate
Vimercate (lombardul: Vimercaa, közép-lombard nyelvjárásban: Vimercàt) település Olaszországban, Lombardia régióban, Monza e Brianza megyében. Lakosainak száma 25 876 fő (2023. január 1.). Vimercate Agrate Brianza, Arcore, Bellusco, Bernareggio, Carnate, Concorezzo, Ornago, Sulbiate, Usmate Velate és Burago di Molgora községekkel határos.

## Népesség
A település lakossága az elmúlt években az alábbi módon változott:
| Lakosok száma | 25 761 | 26 062 | 26 170 | 25 876 |
|               | 2013   | 2017   | 2018   | 2023   |